# کاتسوجی واتانابه
کاتسوجی واتانابه (انگلیسی: Katsuji Watanabe؛ زادهٔ ۱۱ مارس ۱۹۴۰) بوکسور اهل ژاپن بود.